# Lecidella viridans
Lecidella viridans är en lavart som först beskrevs av Flot., och fick sitt nu gällande namn av Körb. Lecidella viridans ingår i släktet Lecidella och familjen Lecanoraceae.   Inga underarter finns listade i Catalogue of Life.